# Drukarnia Strąbskiego
Drukarnia Strąbskiego – drukarnia założona w Warszawie przez Stanisława Strąbskiego.

## Historia
Drukarnia została założona w 1843 roku. Była pierwszą przemysłową w Polsce drukarnią, wyposażoną w prasy żelazne i maszyny pospieszne, zatrudniającą 80 pracowników. Wydawane pozycje odznaczały się bogatą szatą graficzną. Spod pras wychodziły m.in.: nuty, Roczniki Gospodarstwa Krajowego, miesięcznik Biblioteka Warszawska oraz czasopismo literackie Orędownik Naukowy wydawane w latach 1840–1846. Na łamach Orędownika Naukowego zamieszczano polemiki ówczesnych sław literackich, swoją rubrykę miała krytyka literacka i był oddzielny dział historyczny.
W drukarni wydano Album warszawski, który w 1845 roku otrzymał pierwszą nagrodę na Wystawie Sztuk Pięknych w Warszawie. Autorem albumu był Kazimierz Władysław Wóycicki. Dzieło składało się z artykułów 24 autorów, ozdobione było pięcioma drzeworytami autorstwa grafika Wincentego Smokowskiego. Album został wydany w nakładzie 500 egzemplarzy i w chwili wydania kosztował 25 zł. Innymi drukowanymi dziełami były: 
- Teatr Fryderyka Hr. Skarbka. Tom 1 autorstwa Fryderyka Skarbka z 1847 roku
- Wykład nauk przeznaczony do pomocy w domowem wychowaniu panien autorstwa Żmichowskiej (1847)
- Chirurgia weterynaryjna praktyczna: czyli wykład sposobów wykonywania pospolitszych operacyj na zwierzętach domowych do użytku lekarzy weterynaryjnych i gospodarzy autorstwa Edwarda Ostrowskiego (1845)

W 1848 roku drukarnia została sprzedana Szustrowi a w 1854 roku przeszła w ręce Szmula Zajdencejga.